# Flessenscheepje

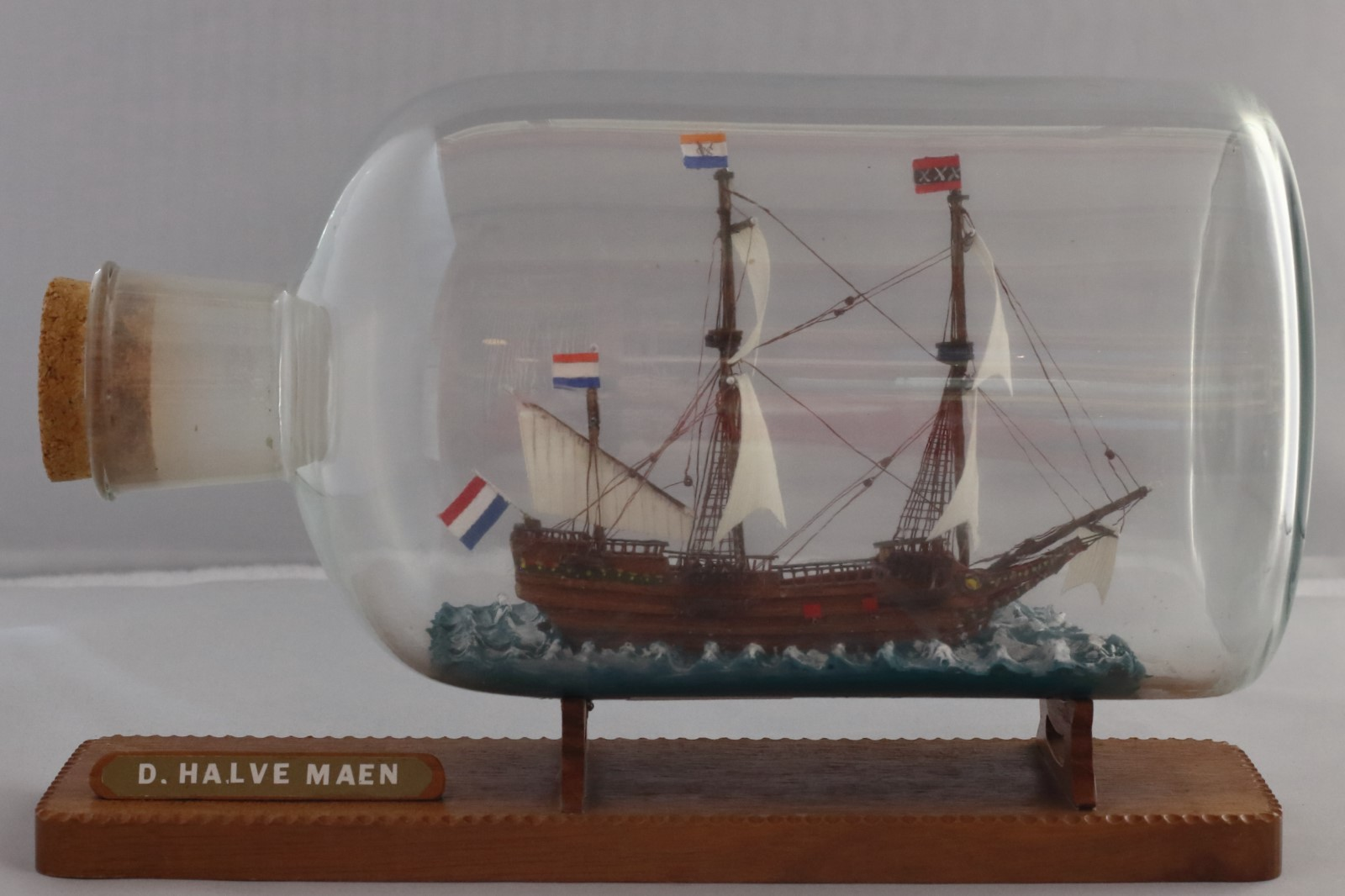
Schaalmodel van de Halve Maen (1608) in het Flessenscheepjesmuseum te Enkhuizen, Nederland

Een flessenscheepje, soms ook gespeld als flessescheepje, is het geheel van een scheepsmodel vervaardigd in een fles, waarbij alle onderdelen door de hals van de fles naar binnen zijn gebracht.
Werden ze vroeger (vooral in de 19e eeuw) veelal door zeelieden op hun lange reizen vervaardigd, tegenwoordig is het maken van flessenscheepjes ook een hobby van "landrotten". De grootste collectie flessenscheepjes ter wereld heeft het Flessenscheepjesmuseum in de Nederlandse plaats Enkhuizen. Ook interessant is het Buddelschiffmuseum (flessenscheepjesmuseum) in de badplaats Neuharlingersiel, Duitsland, aan de Waddenzeekust van Oost-Friesland.